# Park Dranske-Lancken

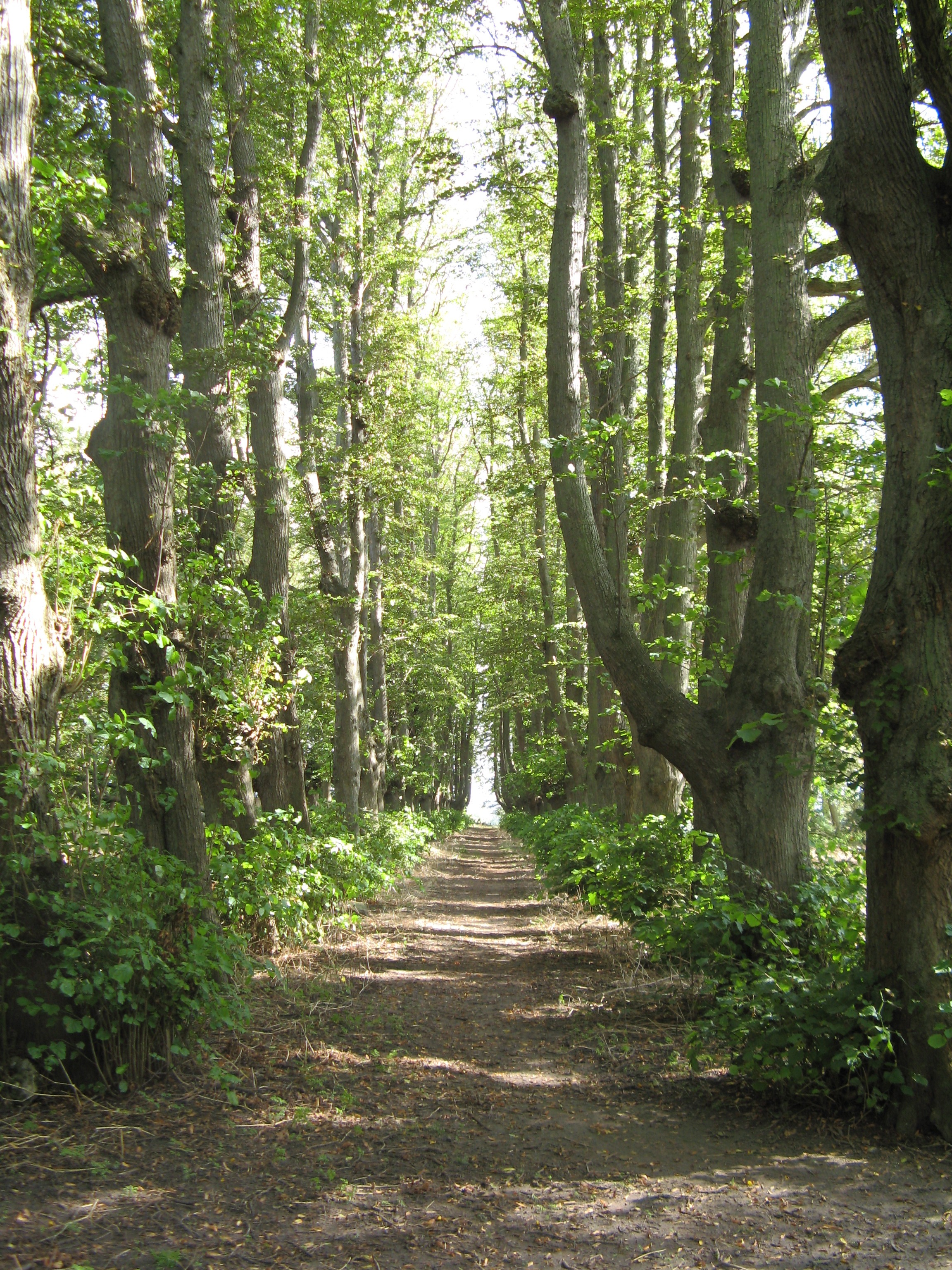
Blick die Mittelachse entlang

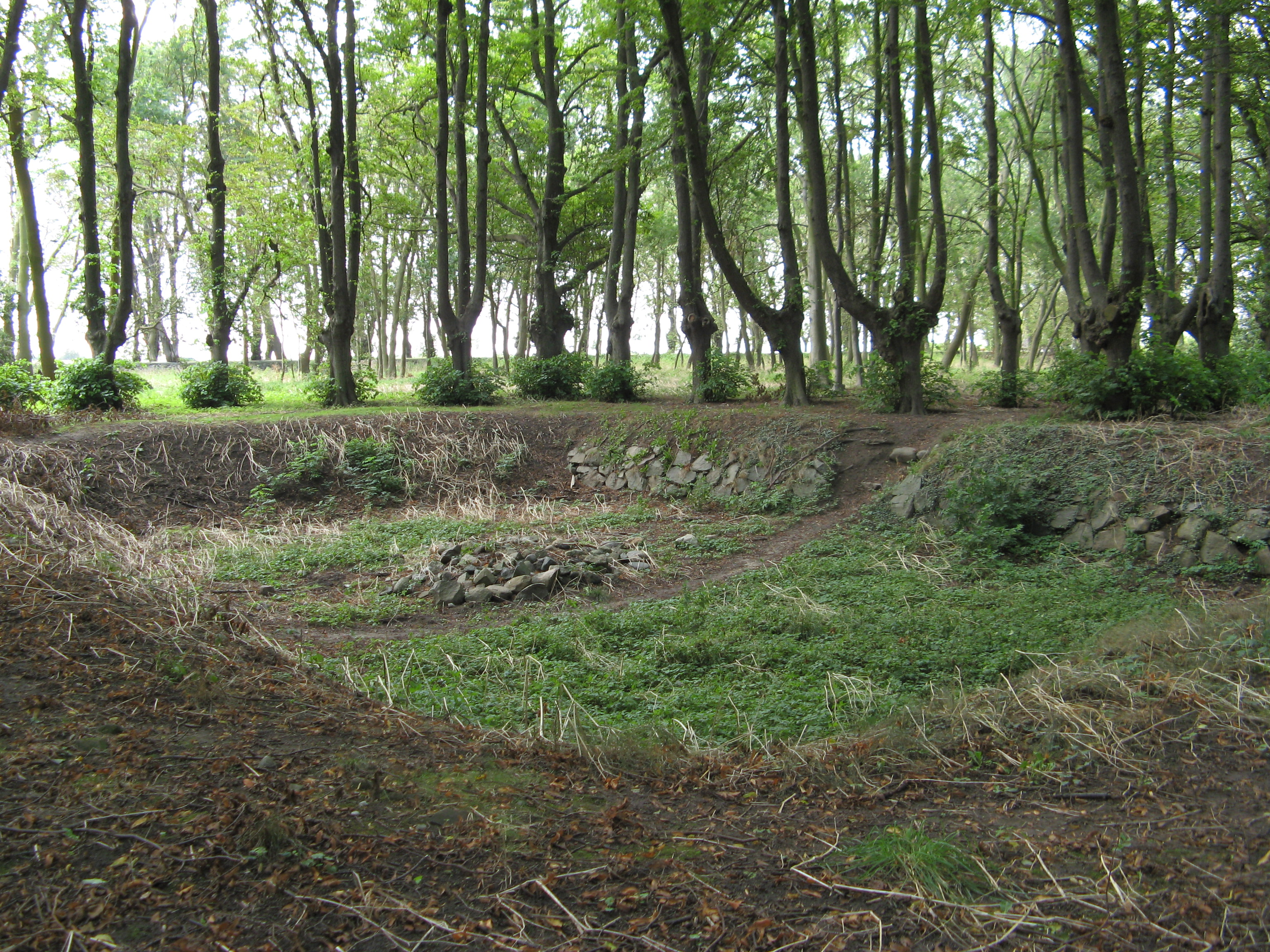
Senke am Südende der Mittelachse

Der Park Dranske-Lancken liegt im nordwestlichen Teil der Halbinsel Wittow auf der Insel Rügen und gehört zum Ortsteil Lancken der Gemeinde Dranske.
Als barocker Gutspark wurde die ungefähr drei Hektar große Anlage in den Jahren 1720 bis 1730 angelegt. Der Park ist damit älter als der bekanntere Park in Juliusruh, der von Julius von der Lancken im Jahr 1795 angelegt wurde.
Der Park hat einen annähernd rechteckigen Grundriss mit einer mittig gelegenen Längsachse, die von hohen Linden gesäumt wird. Er liegt leicht geneigt in einer Lage von Nordwest nach Südost, so dass die Längsachse senkrecht zum Wieker Bodden weist. Die gesamte Innenfläche des Parks ist heute verwildert und teilweise mit Büschen bewachsen. An den Längsseiten wird der Park von Findlingsmauern eingefasst, wovon die östliche Mauer stark verfallen ist und die westliche Mauer 1999 im Rahmen einer Arbeitsbeschaffungsmaßnahme saniert wurde. Außerhalb der Mauern stehen teilweise 300 Jahre alte Linden und auch Eschen und Ulmen. An der Westmauer schließt sich parallel eine dreireihige Lindenallee an.
An ihrem Südende weitet sich die Mittelachse rechtwinklig und beinhaltet eine 20 mal 28 Meter große, 1,30 Meter tiefe Senke. Es wird vermutet, dass diese Senke als Windschutz für die Gesellschaft und auch für Orangenbäumchen genutzt wurde. Sie ist mit einer steilen Böschung eingefasst, die aus gespaltenen Findlingen besteht.
In der südöstlichen Ecke befindet sich ringförmig von acht Linden umsäumt eine Grabstelle mit einem großen Grabstein. Ungefähr im Zentrum des Parks befindet sich östlich der Längsachse die Ruine des Eishauses, welches im Jahr 1850 für 250 Taler errichtet wurde.
Am nördlichen Ende der Mittelachse befindet sich das Gutshaus, das sich heute in einem äußerst desolaten Zustand befindet: Wände, Fußböden und das Dach sind teilweise eingestürzt.
Der Park ist mit seiner Hauptallee und der Gutshaus-Ruine in der Liste der Baudenkmale im Landkreis Vorpommern-Rügen erfasst.